# Stefan Zielen
 Stefan Zielen (* 4. Februar 1957 in Frankfurt am Main) ist ein deutscher Arzt für allergische und Atemwegserkrankungen und Leiter des Schwerpunktes Allergologie, Pneumologie und Mukoviszidose der Klinik für Kinder- und Jugendmedizin des Universitätsklinikums Frankfurt.

## Werdegang
Nach dem Abitur in Frankfurt am Main studierte Zielen von 1975 bis 1983 an der J. W. v. Goethe-Universität in Frankfurt Medizin. Von 1985 bis 1990 war er an der Kinderklinik der J. W. v. Goethe-Universität tätig und absolvierte während dieser Zeit 1989 den Facharzt für Kinder- und Jugendmedizin, dem 1991 die Spezialisierung für Allergologie folgte. Von 1990 bis 1991 folgte ein Forschungsaufenthalt in der Abteilung für angewandte Immunologie bei S. C. Meuer am DKFZ Heidelberg, von wo er in die Position des Oberarztes der Pädiatrischen Allergologie und Pneumologie wechselte, die er bis 1998 innehatte. 1994 erschien seine Habilitationsschrift zum Thema T-Zellregulation bei Patienten mit allgemeiner Variabler Immundefizienz (CVID). 1996 absolvierte Zielen die von der Ärztekammer zertifizierte Weiterbildung in Pädiatrischer Pneumologie. 1998 bis 2002 war Zielen Professor für Pädiatrie am Lehrstuhl für Pädiatrische Allergologie und Pneumologie der Universität Bonn. Von dort wechselte er in die Position des Professors für Pädiatrische Allergologie, Pneumologie und Mukoviszidose an der Universität Frankfurt.

## Forschungsschwerpunkt
Zielens Forschungsschwerpunkt liegt bei molekularen und zellulären Abläufen der Pathogenese allergischer und chronischer Lungenerkrankungen (u. a. Asthma bronchiale, Allergien, Mukoviszidose, Ataxia teleangiectasia). Dabei verfolgt er das Ziel, komplexe Vorgänge bei chronischen entzündlichen Prozessen innerhalb der Lunge besser zu verstehen, um neue Therapiemöglichkeiten zu entwickeln.

## Wissenschaftliche Leistung
Zielen hat ca. 180 Peer-Review-Arbeiten bei Pubmed publiziert und ist Experte für das Asthma, seltene Lungenkrankheiten und allergische Erkrankungen. Seit 1990 ist er in  klinische Studien als Leiter (LKP) oder Investigator (PI) involviert.
In den 2000er Jahren haben sich sechs Mitglieder seiner Arbeitsgruppe habilitiert.
Für seine Forschungsarbeiten ist Zielen mehrfach ausgezeichnet worden:
- Messer-Preis der J.W. Goethe University CD40/CD40 Ligand Regulation in Primary Immunodeficiencies
- Hauptpreis der Deutschen Gesellschaft für Heredo-Ataxie für die Arbeit ”Pathogenese, Diagnostik, Klinik und therapeutische Aspekte der Ataxia teleangiectatica
- Honorary Member of the Hungarian Respiratory Society

Zielen ist regelmäßig Hauptredner auf Fachkonferenzen:
- 2002 Präsident der Deutsche Gesellschaft für Pädiatrische Infektiologie e.V. (DGPI) in Wiesbaden
- 2006 Präsident der Gesellschaft für Pädiatrische Pneumologie (GPP) in Frankfurt[2]
- 2009 Sekretär Deutsche Gesellschaft für Kinder- und Jugendmedizin e.V in Mannheim
- 2023 Tagungspräsident Gesellschaft für Pädiatrische Pneumologie (GPP)

## Mitgliedschaften und Ämter
- Gesellschaft für Pädiatrische Infektiologie (DGPI)
- Gesellschaft für Pädiatrische Pneumologie (GPP)
- Gesellschaft für Pneumologie (DGP)
- Gesellschaft für Kinder- und Jugendmedizin (DGKJ)

Seit 2002 Board Member of the Ethic Committee in Frankfurt